# Øster Assels-Blidstrup Sogn
Øster Assels-Blidstrup Sogn er et sogn i Morsø Provsti (Aalborg Stift).
I 1800-tallet var Vester Assels Sogn anneks til Øster Assels Sogn. Begge sogne hørte til Morsø Sønder Herred i Thisted Amt. Øster Assels-Vester Assels sognekommune blev ved kommunalreformen i 1970 indlemmet i Morsø Kommune.
Sognet blev oprettet den 1. januar 2022 ved en sammenlægning af Øster Assels Sogn og Blidstrup Sogn
I Øster Assels-Blidstrup Sogn ligger Øster Assels Kirke og Blidstrup Kirke.
- Blidstrup Kirke
- Øster Assels Kirke

|  | Denne artikel kan blive bedre, hvis der indsættes geografiske koordinater Denne artikel omhandler et emne, som har en geografisk lokation. Du kan hjælpe ved at indsætte koordinater i wikidata. |

1. 1 2  Statistikbanken Folketal den 1. i kvartalet efter sogn og folkekirkemedlemskab (dansk)